# Football Club Eindhoven
O Football Club Eindhoven é um clube de futebol holandês, da cidade de Eindhoven. Foi fundado em 16 de novembro de 1909 e disputa a Eerste Divisie. Manda seus jogos no Jan Louwers Stadion, com capacidade para 4200 pessoas.

## Títulos
- Eredivisie: 1954
- KNVB Cup: 1937